# Ferenc Konrád
Ferenc Konrád (Budapest, 17 aprile 1945 – Budapest, 21 aprile 2015) è stato un pallanuotista ungherese, vincitore di una medaglia d'oro alle olimpiadi di Montréal 1976, una d'argento a Monaco 1972 ed una di bronzo a Città del Messico 1968, oltre che di un oro ed un argento sia ai mondiali, sia agli europei. Con l'Orvosegyetem vinse otto campionati e due Coppe d'Ungheria, mentre  nel 1972 e nel 1978 vinse la Coppa dei Campioni. 